# 法尔赞·阿舒尔扎德
法尔赞·阿舒尔扎德（波斯語：فرزان عاشورزاده فلاح，1996年11月25日—），伊朗男子跆拳道运动员，2014年亚洲运动会男子58公斤级金牌得主、2015年世界跆拳道锦标赛男子58公斤级金牌得主、2018年亚洲运动会男子58公斤级铜牌得主。